# Brygada Karmeli
2 Brygada Karmeli (hebr. ‏חטיבת כרמלי‎) Chetiwat Carmeli) – rezerwowy związek taktyczny piechoty Sił Obronnych Izraela. Brygada podlega Dowództwu Północnemu.

## Historia
Brygada Carmeli została sformowana 28 lutego 1948 jako jedna z brygad żydowskiej organizacji paramilitarnej Hagana. Powstało wówczas sześć brygad piechoty.
Do zadań powierzonych Brygadzie Carmeli należała obrona rejonu miast Hajfa i Afula. Dowódcą został płk Mosze Karmel. Pod jego rozkazami było 2238 żołnierzy.
- 21 batalion – powstał w grudniu 1947 z zadaniem ochrony linii komunikacyjnych w Galilei, potem przejął obronę rejonu Dżaninu. W skład batalionu weszli rekruci z Hajfy.
- 22 batalion – powstał w grudniu 1947 z zadaniem obrony rejonu Hajfy. W skład batalionu weszli studenci z uczelni Technion.
- 23 batalion – powstał w grudniu 1947 z zadaniem obrony rejonu Afuli.
- 24 batalion – powstał w grudniu 1947 z zadaniem obrony osiedli położonych wokół Hajfy[1].

Podczas wojny domowej w Mandacie Palestyny do głównych zadań brygady należało zajęcie brytyjskiej bazy logistycznej położonej w pobliżu Hajfy, oraz strzeżenie dostępu do portu Hajfa i rafinerii ropy naftowej. Od marca siły brygady ochraniały konwoje żydowskie poruszające się pomiędzy okolicznymi osadami, a w kwietniu uczestniczyły w operacji zdobycia Hajfy. W wojnie o niepodległość brygada wzięła udział w oczyszczaniu Galilei z arabskich sił.
Po wojnie brygada została zreorganizowana i jako rezerwowa 18 Brygada Karmeli podporządkowana Dowództwu Północnemu. Podczas kryzysu sueskiego w 1956 brygada nie wzięła udziału w działaniach bojowych i zabezpieczała granicę z Jordanią. Doświadczenia tej wojny wskazywały na dużą skuteczność wojsk zmechanizowanych, dlatego brygadę przekształcono w 45 Brygadę Pancerną (Barak). Proces szkolenia został ukończony w 1962. Nowa brygada składała się z batalionu czołgów, dwóch batalionów piechoty zmechanizowanej, batalionu wsparcia artyleryjskiego i jednostki rozpoznania. W wojnie sześciodniowej w 1967 brygada wkroczyła do Samarii, zabezpieczając rejon miast Dżanin i Nablus, a następnie przeszła w okolicę miasta Jerycho. W kwietniu 1969 brygada przeszła kolejną reorganizację, otrzymując przy tym numer 188 Brygady Pancernej. Na jej uzbrojenie weszły czołgi Szot. Podczas wojny na wyczerpanie (1967–1970) brygada wzięła udział w rajdzie na syryjskie pozycje na Wzgórzach Golan (26 czerwca 1970) zadając ciężkie straty Syryjczykom. Brygada poniosła najcięższe straty podczas wojny Jom Kipur w 1973. Stawiła ona opór dziesięciokrotnie liczniejszym nacierającym syryjskim oddziałom pancernym. W ciężkich starciach na Wzgórzach Golan straciła 112 żołnierzy, w tym dowódcę. Brygada została wówczas niemal całkowicie zniszczona.
W 1974 brygada przeszła gruntowną reorganizację. Przywrócono do służby 188 Brygadę Pancerną, tworząc jednocześnie rezerwową 165 Brygadę Piechoty. Podczas wojny libańskiej w 1982 brygada zabezpieczała Wzgórza Golan i Dolinę Jordanu. Część sił została użyta podczas zajmowania miasta Sydon, a następnie w rejonie Bejrutu. W II wojnie libańskiej w 2006 brygada wspierała działania w centralnym i zachodnim sektorze. W 2005 pod wpływem próśb i nacisków weteranów, brygada powróciła do swojej nazwy i istnieje jako rezerwowa 2 Brygada Karmeli.

## Struktura
Brygada Karmeli wchodzi w skład Dywizji Galil, i podlega rozkazom Dowództwa Północnego.
| Pododdziały taktyczne: - 7002 batalion piechoty - 7003 batalion piechoty - 9316 batalion piechoty | Pododdziały wsparcia: - 9251 batalion artylerii - 310 kompania przeciwpancerna - kompania rozpoznawcza Sajjeret Matkal - kompania łączności. |

## Uzbrojenie
Na uzbrojeniu żołnierzy brygady znajdują się transportery opancerzone M113, haubice samobieżne M109 SPH oraz niszczyciele czołgów M901 uzbrojone w przeciwpancerne pociski rakietowe.